# Fundación Tatiana Pérez de Guzmán el Bueno
La Fundación Tatiana Pérez de Guzmán el Bueno es una organización sin ánimo de lucro creada en abril del año 2012 para el desarrollo integral de la persona con actividades relacionadas con el patrimonio cultural, el patrimonio natural, la investigación y la educación de la juventud.

## Historia
La Fundación Tatiana Pérez de Guzmán el Bueno se constituyó en el año 2012 por iniciativa de Tatiana Pérez de Guzmán el Bueno y Seebacher con el objetivo de utilizar su patrimonio para fines de utilidad social. Tatiana Pérez de Guzmán el Bueno murió ese mismo año en octubre en su domicilio madrileño del paseo Martínez de Campos que es actualmente la sede de la fundación.
Los objetivos de la Fundación Tatiana Pérez de Guzmán el Bueno, declarados en sus estatutos son fomentar la investigación, el estudio del medio ambiente, la investigación y difusión del Patrimonio histórico (España), así como la educación cívica de las personas.

## Actividades
El 28 de septiembre de 2021 la Fundación Tatiana Pérez de Guzmán el Bueno suscribió un acuerdo con el Museo del Prado en el que se establece la restauración de dos obras de Francisco de Goya y la donación de 192 dibujos de Emilio Sánchez Perrier para futuras exposiciones en las salas del Museo Nacional del Prado. El convenio fue firmado por el director del Museo del Prado Miguel Falomir Faus, y el presidente de la Fundación, Teodoro Sánchez-Ávila Sánchez-Migallón.
Con este acuerdo se restauran dos bocetos al óleo (pintura) preparatorios de la obra La predicación de San Bernardino de Siena para la Real basílica de San Francisco el Grande  según encargo del conde de Floridablanca. En palabras de Miguel Falomir, “la colaboración de instituciones como la Fundación Tatiana, que comparte intereses con el Museo en el campo de la conservación y restauración, estudio y difusión del Patrimonio Histórico, es vital para reforzar el compromiso con la cultura”. Y en palabras de Teodoro Sánchez-Ávila Sánchez-Migallón, “Esta colaboración con el Museo del Prado es la mejor forma de cumplir la misión de divulgar el legado que nuestra fundadora quiso dejar en beneficio de toda la sociedad”.

## Sedes
La Fundación Tatiana Pérez de Guzmán el Bueno tiene su sede principal en el Paseo del General Martínez Campos, número 25 de Madrid, aunque desarrolla actividades en las sedes de otras instituciones con las que colabora como la Casa de la Cultura de San Lorenzo de El Escorial, el Centro Pompidou de Málaga, el Museo Sorolla, la Residencia de Estudiantes, el Consejo Superior de Investigaciones Científicas, el Real Jardín Botánico de Madrid, la Real Academia de Bellas Artes de San Fernando, o el Museo Nacional de Artes Decorativas entre otros muchos.
En Cáceres se ubica otra de las sedes de la Fundación, en el Palacio de los Golfines de Abajo y el Palacio de los Golfines de Arriba.